# Cà Ragni
Cà Ragni is een klein dorp (curazia) in de gemeente Serravalle in San Marino.